# 洛克斯 (內華達州)
洛克斯（英語：Lockes）是位於美國內華達州奈縣的鬼鎮。

## 地理
洛克斯所處的海拔為高於海平面1466米（即4810英呎），而該地所採用的時區為UTC-8，即太平洋时区（PST）。同時該地設有夏令時間，為UTC-8調快一小時，即UTC-7（PDT）。